# Moraga
Moraga város az Amerikai Egyesült Államok Kalifornia államában, Contra Costa megyében. Lakosainak száma 16 870 fő (2020. április 1.).

## Népesség
A település népességének változása:
| Lakosok száma | 16 016 | 17 692 | 16 870 |
|               | 2010   | 2019   | 2020   |